# Анненский Мост
А́нненский Мост — село в Вытегорском районе Вологодской области России. Административный центр Анненского сельского поселения. С точки зрения административно-территориального деления — центр Анненского сельсовета. Центр Ковжинского района (1927—1959).

## География
Расположено на берегах реки Ковжа — части Волго-Балтийского водного пути, на трассе А119. Расстояние по автодороге до районного центра Вытегры — 55 км. Ближайшие населённые пункты — Бессоново, Конецкая, Морозово.

## История

### Основание села
Возникло в результате слияния трёх деревень: Антино, Пантино и Устино.
Ковжа, разливаясь по низине и разделялась на два рукава, течёт на север к Балтике и на юг к Белому озеру, что позволяло во время половодья небольшим судам беспрепятственно проходить из Волги в Балтийское море, из-за мелководья широко использовался и сухопутный Рубежский волок длиной в 40—43 версты.
Местность населяли угро-финские племена — весь, меря, емь и другие.
В 1892 г. построен шлюз № 31 Св. Анны (падение 1,18 саж.) с двухпролётной плотиною Св. Анны, в 6,29 верстах от шл. № 30. В 1888 г. построен поворотный мост. Во время переустройства Мариинской системы заменён разводным мостом (длиною 16,6 саж., отверстием в чистоте 5,5 саж., шириною 4 саж.)
В 1927—1959 годах село Анненский Мост был центром Ковжинского района.

### Годы Великой Отечественной войны (1941—1945)
В Анненском Мосту размещался штаб 20-й линии обороны. В сентябре-октябре 1941-го года, после захвата немцами Шлиссельбурга, в селе был организован приёмно-сортировочный участок выведенного из Тихвина в Вологодскую область распределительно-эвакуационного пункта "РЭП-95", осуществлявшего лечебно-эвакуационное обеспечение раненых и больных военнослужащих Волховского, Карельского и Ленинградского, а, с 1943-го  — Брянского, Западного, Калининского, Северо-Западного, Степного и Центрального фронтов. Управление РЭП-95 находилось в Вологде по адресу улица Мира, д. 9.

## Население
| 2010 |
| ---- |
| 1893 |

По переписи 2002 года население — 2166 человек (1047 мужчин, 1119 женщин). Преобладающая национальность — русские (97 %).

## Достопримечательности
Рядом с памятником Герою Советского союза — Сергееву Алексею Маркеловичу, установлен обелиск с именами павших.

## Инфраструктура
Личное подсобное хозяйство с зоной сельскохозяйственного использования, индивидуальная застройка усадебного типа.

## Транспорт
Волго-Балтийский водный путь.
Автобусное сообщение с райцентром. Остановка общественного транспорта «Анненский Мост». 